# Bombardamenti di Reggio Calabria del 1943
I bombardamenti di Reggio Calabria si verificarono a più riprese nel corso della primavera e dell'estate 1943, nel quadro delle operazioni aeree alleate contro l'Italia fascista.. La città, che contava circa 130.000 abitanti, aveva un aeroporto, un importante nodo ferroviario, due porti e una piccola zona industriale; era inoltre sede di varie caserme, batterie antiaeree e soprattutto antinave e presso il porto aveva base la Squadriglia Navale "Freccia" e anche un paio di idrovolanti CANT Z.506 per il soccorso naufraghi. A nord del porto c'era una "stazione di buncheraggio" con enormi cisterne di carburante per navi, collegate alle banchine con apposite condotte sotterranee. Reggio era infatti un'importante via di transito per i rifornimenti delle truppe
dell'asse schierate prima in Tunisia e poi in Sicilia.
Il numero e la frequenza delle incursioni aeree testimoniano che la provincia più colpita della Calabria, anche per ovvie ragioni geografiche, è stata quella di Reggio Calabria (non solo il capoluogo – martoriato da 24 bombardamenti – ma anche centri minori quali Villa San Giovanni, Bagnara Calabra, Gioia Tauro, Palmi, Locri, Roccella Jonica).
I bombardamenti della città iniziarono il 27 gennaio 1943 con attacchi americani di giorno e inglesi di notte e si protrassero con una certa regolarità fino ad agosto del 1943. Nel maggio 1943 con i B17, sia statunitensi che britannici, fu bombardata la periferia nord, a metà giugno venne bombardato l'aeroporto e il centro storico.
Ma i bombardamenti peggiori avvennero fra luglio e agosto, quando furono effettuati otto raid. La popolazione era allo stremo, in 35.000 abbandonarono la città. In settembre tutti i punti strategici erano stati distrutti eppure vennero effettuati altri due raids contro la popolazione. Il 4 settembre i britannici entrano nella città gravemente provata. I morti, a seguito dei bombardamenti, furono 3.986, i feriti 12.043 e il 70% degli edifici distrutto o danneggiato.

## Il maggio 1943

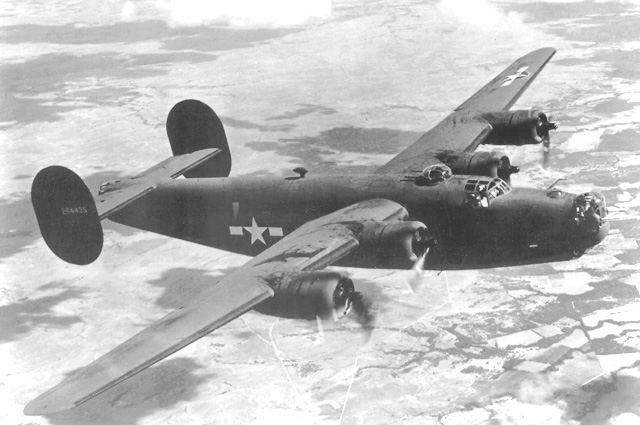
Un B-24 Liberator statunitense

I pesanti raid aerei che subì la città nel mese di maggio furono preannunciati il 30 aprile intorno alle ore 13,00 circa, da 50 quadrimotori che lanciarono su Reggio migliaia di manifestini che invitavano la popolazione a rifugiarsi nelle campagne in quanto la città sarebbe stata presto bombardata.
Puntualmente, dopo il raid del primo maggio, alle ore 14,30 del 4 maggio la città venne bombardata. Le zone interessate furono quelle del Annunziata e rione S. Brunello (Reggio Calabria). I danni furono lievi.
Ma il bombardamento più rovinoso fu quello del 6 maggio 1943 quando due successive formazioni comprendenti 50 Liberators complessivamente, provenienti dalla base dell'US Air Force di Bengasi, si alternarono, con inizio alle ore 11,20, sulla città scaricando, secondo fonti "alleate", 110 tonnellate di bombe che colpirono pesantemente il centro storico, il porto, il rione di Santa Caterina ed impianti ferroviari. Nel libro del prof. Vincenzo Larizza "Cronistoria di Reggio Calabria nella seconda guerra mondiale 1939/1945" si legge:
« ... da una sommaria analisi sul primo bombardamento aereo diurno del 6 maggio 1943 sulla città, e sulle centinaia di bombe che il nemico disseminò su quasi tutti i quartieri cittadini, sembrò che Reggio Calabria fosse stata punita con inaudita ferocia! ... Si disse, e insistenti furono le voci che nessuno smentì, che quel 6 maggio 1943 le persone massacrate dagli aerei statunitensi "Liberator" furono oltre duemila, e che il 90% di queste si contarono solo nel rione Santa Caterina. »
Il 6 maggio alle ore 11,20 con due ondate cinquanta quadrimotori americani lanciarono il loro carico di morte nelle zone del Duomo, Piazza Carmine, Stazione Centrale, Distretto Militare, Santa Caterina, Tremulini e Porto, Sbarre Centrali. A seguito di questa incursione risultano oltre 250 i morti e 277 i feriti. Secondo altri (prof. A.Trombetta) i morti furono oltre 600 e secondo V. Larizza circa 2000.
Il 9 maggio dalle 11,30 alle 12,45 quaranta quadrimotori statunitensi bombardarono Messina e Reggio senza causare gravi danni.
Il 13 maggio ci fu un altro raid con altri danni e vittime.
Il 21 maggio la città venne flagellata per oltre due ore da due pesanti incursioni che provocarono ingenti danni agli edifici ed oltre cento vittime, tra cui 33 bambini lattanti, 14 nutrici ed una monaca uccisi nel Brefotrofio cittadino.
Il 24 maggio intorno alle ore 02,00 oltre duecento quadrimotori devastarono Reggio e Messina: al termine delle incursioni che dureranno incessantemente per circa quarantotto ore si contarono centinaia di feriti tra la popolazione e 52 morti. Le zone colpite furono la Prefettura, il Distretto Militare, Piazza S. Agostino, la Cattedrale, il Seminario del Rione Modena, la polveriera ubicata nello stesso rione, la zona di Montevergine, a nord di Santa Caterina, il porto.

## I bombardamenti di giugno e luglio 1943
Il 5 giugno numerosi quadrimotori americani continuarono a martellare l'intera città. I raid del 6 giugno causarono 50 morti e 7 feriti, il bollettino n. 1108 del 7 giugno 1943 delle forze dell'Asse comunicava: «Plurimotori avversari hanno bombardato Messina, Reggio Calabria ed altre località minori dello Stretto». Il 10 giugno oltre 200 quadrimotori continuano a devastare l'area dello stretto. Altri raid aerei si verificarono il 19 giugno, il 21 giugno con 58 morti e oltre 60 feriti e il 22 giugno con 14 morti e 52 feriti.
Nei bombardamenti dell'11 luglio 1943 venne completamente distrutto l'aeroporto della città che disponeva di una linea di aerei da caccia che andava dai Macchi M.C.202 ai Fiat G50 e ai Dewoitine 520 (francesi, di preda bellica). .
Dalle ore 04,00 alle ore 06,30 del 15 luglio le zone sud e nord della città vennero interessate da altri bombardamenti che causarono altre vittime tra la popolazione civile.

## La conquista della città
(Bollettino n. 1197 del 4 settembre 1943)
Tra il 3 e il 4 settembre 1943, mentre proseguivano i bombardamenti aerei devastatori sulle città d'Italia e gli esponenti politici e militari italiani del governo Badoglio andavano da un lato concludendo le trattative di armistizio e di collaborazione con gli anglo-americani e dall'altro rassicurando i tedeschi sulla fedeltà italiana all'Asse Roma-Berlino, l'8ª Armata britannica si apprestava a sbarcare sulla costa calabra dando così avvio all'Operazione Baytown. Nella notte tra il 3 ed il 4 settembre e nelle prime ore del 4, i mezzi anfibi inglesi partiti direttamente dalla costa siciliana, prendevano terra sulla estrema punta della Calabria, incontrando scarsa resistenza. Il primo giorno di battaglia le forze dell'Asse perdevano già il controllo di Reggio Calabria, Villa S. Giovanni e Melito di Porto Salvo.